# Harald Alm
Harald Alm, född 1 augusti 1897 i Stockholm, död 28 mars 1976, var en svensk skolman.
Alm blev filosofie kandidat vid Uppsala universitet 1918 och var därefter lärare vid Sundahls hemskolor 1922–24. Tillsammans med sin hustru Signe Bergner (1881-1945) grundade han 1927 Siljanskolan i Tällberg i Dalarna, och drev denna som internatskola för barn vid sidan om Siljansgårdens gästhem  fram till 1971. Under perioden 1928–1971 blev skolan mycket känd för sina sommarkurser för vuxna i psykologiskt-pedagogiska och humanistiska ämnen.